# Campoplex investigator
Campoplex investigator är en stekelart som först beskrevs av Heinrich Habermehl 1923.
Campoplex investigator ingår i släktet Campoplex och familjen brokparasitsteklar. Inga underarter finns listade.